# 七緒春日
七緒春日（1973年2月11日—），日本女性配音員。出身於東京都。身高156cm。A型血。

## 簡介
舊藝名：寺田春日（／）。現在是Still Wood Garden（業務提攜）所屬，以前經歷Sunmusic Production、81 Produce（2016年1月下旬以前）。

## 來歷
成城學園高等學校、成城大學文藝學部畢業。
大學畢業後，加入劇團文學座附屬演劇研究所，翌年正式成為經紀公司Sunmusic Production所屬，後來移籍81 Produce。
2019年1月18日，於Twitter宣佈已在2018年12月結婚。

## 人物
小學時期原本想加入羽球社，但因人數限制，而改加入話劇社，卻成為學習自身演技的契機。而七緒本身意識到有聲優這項職業是在大學時期經由朋友的介紹下才對此產生興趣。
出道以來大多聲演文靜的少女，後來聲演姊姊或成年女性的配音機會逐漸增加。2006年3月，從見習生升格成旗下所屬。
父親是賽車選手寺田陽次郎。2014年5月30日，七緒在自身的Twitter表示雙親離異，將藝名改成現在的藝名。
興趣：電影鑑賞。特長：手語、書法（4段）。

### 逸事
愛好是唱歌，因此自己唱過的歌曲曾被CD化。
與古山貴實子是同期加入Sunmusic Production的友人。另外與吉田小百合、大畑伸太郎、神尾晉一郎等人是同行好友。

## 演出作品
※粗體字表示說明飾演的主要角色。

### 電視動畫
1998年
- 丸少爺（丸少爺的母親、小町媽媽、金媽媽、一二三、星野媽媽〈第3代〉 等）
- 電光快車俠（翼〈第2代〉、阿呆〈第2代〉、未知安娜、富士、雷鳥）
- 超級發明小子（日语：超発明BOYカニパン）（帕士達、秘書）
- 超級百變金剛（ナビちゃん）
- 甜蜜小天使 (1998年版)（子）
- （大見江遙、幸面者姊代 等）

1999年
- 金田一少年之事件簿（女性B、竹中亞弓、朝木時雨）
- 麻辣教師GTO（桃井）
- 數碼寶貝大冒險（南瓜獸）

2000年
- 金田一少年之事件簿（坂本裕子）
- 幻想魔傳 最遊記（秋華）
- 烏龍派出所（栗原彌生、屯田署長的太太）
- 哈姆太郎（ナースちゃん）
- 仙魔大戰2000（日语：ビックリマン2000）（保護觀音）
- 哆啦A夢 (大山羨代版)（女子）
- 徽章戰士魂（シラユキ）
- 遊☆戲☆王 怪獸之決鬥（孔雀舞）
- ONE PIECE（ピーマン）

2001年
- 烏龍派出所（角田弘美〈第3代〉）
- 頑皮小白貂（旁宅）
- 麵包超人（ビクビクちゃん）
- 數碼寶貝03馴獸師之王（藍、小孩的姊姊）
- 網球王子（亞久津優紀）
- 戀愛占卜師（裕實的母親）
- 幻影天使（草摩佳菜、杞紗の母親）

2002年
- 數碼寶貝04無限地帶（水之鬥士娜娜獸／卡瑪拉獸）
- 東京地底奇兵（露莉·莎拉薩[8]、莎拉薩）
- 尋找滿月（佐佐木）
- 神奇寶貝 Side Story（睦子）
- Bom Bom 彈珠人太空戰士（路伊、桃）
- 魔法咪路咪路（係）
- ONE PIECE（迪布）

2003年
- 妮嘉尋親記（萊茵哈爾夫人）
- 一騎當千（賈詡）
- 銀河天使 (第3期)（哈瑞的太太）
- 魔法少年賈修（傑姆、懷芙〈中田鯖江〉、卡茲）
- 最遊記RELOAD（ミント）
- STRATOS 4（日语：ストラトス・フォー）（ST操作員B）
- 超齡細公主（園童A）
- 神奇寶貝超世代（火岩隊員）

2004年
- 阿嘉莎·克莉絲蒂的名偵探白羅與瑪波（葛瑞絲）
- R.O.D -THE TV-（春日的經紀人）
- 女孩萬歲 first season（武莊女僕B）
- 今日大魔王！（妮娜）
- 戀風（女性客人B、女高中生）
- 極道鮮師（母親）
- SAMURAI 7（シカ）
- 索斯機械獸IV（琳琳）
- 天上天下（五十鈴繪美）
- 火影忍者（綱手〈幼少時期〉）
- 花右京女侍隊 La Verite（紫皇院的部下）
- MONSTER（伊吉）

2005年
- 幸運女神（棒球實況）
- 極樂天師（為我井櫻）
- 武器種族傳說（伊芙〈普利艾爾·韋倫〉）
- 神樣中學生（委員長）
- 玻璃假面 (2005年版)（山下杉子）
- 地獄少女（鷹村涼子的母親）
- 甲賀忍法帖（侍女）
- 不可思議星球的☆雙胞胎公主（卡美莉亞、蝴蝶夫人、納洛）
- 光之美少女 Max Heart（洋館少年、野野宮、真希、九條明）
- 完美超人Joe（女主播）
- BLOOD+
- 蟲師（蟲、女）

2006年
- 極樂天師 喝!!（為我井櫻）
- 飛輪少年（卷上衣音、南樹〈少年時期〉）
- 牙 -KIBA-（日语：牙 (アニメ)）（茉莉瑪）
- 銀河天使 (第4期)（溫泉君）
- Keroro軍曹（ムルー·カニンガム、小學生、女）
- Ghost Hunt（森下典子）
- 人造昆蟲KABUTOBORG V×V（詩織）
- 少年陰陽師（龍鬼、空木）
- 數碼寶貝拯救隊（比丘獸）
- 不可思議星球的☆雙胞胎公主 Gyu！（卡美莉亞）
- 無敵看板娘（遠藤若菜的母親）
- 夢使者（青森夕子）
- 夜明前的琉璃色 ～Crescent Love～（鷹見澤春日）
- RED GARDEN（凱特·艾希利的母親）
- 狗狗向前衝（維多利亞、犬山薰子）

2007年
- 魔女獵人（修道女A）
- 銀魂（阿房）
- 帝托拉傳奇（莎恩王后[9]）
- 天元突破 紅蓮螺巖（希貝拉·庫特）
- 英雄時代（母親）
- 新楓之谷（哈普）
- （母親）

2008年
- 超能少女 蘭（典子）
- 野良耳（日语：のらみみ）
- 向陽素描×365（女將）
- 秘密 ～The Revelation～（野島千春）
- 企鵝找麻煩（松浦老師、岡本愛蜜莉、女孩子、193號、店員、 等）
- 南家三姊妹 ～再來一碗～（熊田老師）
- 十字架與吸血鬼（青野霞）
- 十字架與吸血鬼 CAPU2（青野霞）

2009年
- VIPER'S CREED（日语：VIPER'S CREED）（女子廣播、的母親、瀧山主播）
- 元素高手（廣播B）
- 空中鞦韆（池山仁美）
- 蠟筆小新（2009年－，吉永老師〈吉永綠／第2代[注 2]〉）
- 香格里拉（義弘、妻、女官A、女囚犯B、操作員、女僕）
- 火影忍者疾風傳（野原琳、綱手〈少女時期〉）
- 南家三姊妹 歡迎回家（熊田老師）
- 奇蹟列車 ～歡迎來到大江戶線～（母親）
- 名偵探柯南（林薰）
- 天堂餐館（歐爾加）

2010年
- 閃亮雙胞胎（機場人員A、記者）
- 星際寶貝：神奇大冒險 ～最棒的朋友～（極惡女皇）
- 企鵝找麻煩Max（松浦老師、岡本愛蜜莉）

2011年
- 激戰！彈珠人（龍崎翔的母親）
- C（生田羽奈日的母親）
- 爆丸3狩獵保衛者（法畢爾·席恩）
- 企鵝找麻煩DX？（松浦老師）
- 超元氣3姊妹 增量中！（ジャマーラ、海江田老師）

2012年
- 蠟筆小新（飼主）
- GON -小恐龍阿貢-（ウィテカー）
- 哆啦A夢 (水田山葵版)（女王）
- 美食獵人TORIKO（弟弟）
- （媽媽、洗髮精姊姊[注 2]）
- 名偵探柯南（紺野純夏）

2013年
- 探險托里蘭托（傑爾瑪）
- Fate/kaleid liner 魔法少女☆伊莉雅（莎拉[10]）
- 南家三姊妹 我回來了（熊田老師）

2014年
- 愛·天地無用!（阿重霞[11]）[注 2]
- 星刻龍騎士（安潔拉·康維爾[12]）
- Fate/kaleid liner 魔法少女☆伊莉雅 2wei！（莎拉[13]）
- Fate/stay night [Unlimited Blade Works]（莎拉）
- 未來卡片 戰鬥夥伴（未門涼實[14]、史黛拉·華生、十文字華繪、迅雷騎士團 賀伯特·龍、少年京也）

2015年
- 丸少爺特別篇 「被森林遺忘的日向」（日向的母親）
- 元氣少女緣結神◎（毛利霧仁的母親）
- Classroom☆Crisis（女主播）
- 少年好萊塢 -HOLLY STAGE FOR 50-（日语：少年ハリウッド）（風原沙織）
- 哆啦A夢 (水田山葵版)（餃子妻）
- 奏響吧！上低音號（黃前家的母親〈黃前明子〉、吹奏樂社社員）
- Fate/kaleid liner 魔法少女☆伊莉雅 2wei Herz！（莎拉[15]）
- Fate/stay night [Unlimited Blade Works] 2nd Season（莎拉）
- 未來卡片 戰鬥夥伴100（未門涼實、史黛拉·華生[16]、十文字華繪）
- 名偵探柯南（檜垣美鶴）

2016年
- 丸少爺（碧安卡）
- 新我們這一家（國文老師）
- 麵包超人（アコヤ）
- 奏響吧！上低音號2（黃前家的母親〈黃前明子〉、吹奏樂社社員）
- Fate/kaleid liner 魔法少女☆伊莉雅 3rei!!（莎拉）
- 未來卡片 戰鬥夥伴DDD（未門涼實[17]、史黛拉·華生、十文字華繪[18]）

2017年
- 未來卡片 戰鬥夥伴DDD（少年京也）
- 最遊記RELOAD BLAST（玲[19][20]）

2018年
- 名偵探柯南（友里朝子）
- 未來卡片 戰鬥夥伴X（かっとびドリル）

2019年
- 名偵探柯南（戶崎響子）

2020年
- 掠奪者（八百屋的大姊姊〈阿布塞耶特·布雷米亞〉）
- 天地無用！魎皇鬼 第五期（征木阿重霞樹雷）

2025年
- 轉生為白豬貴族的我，運用前世記憶養育雛鳥般的弟弟（羅登麥爾[21]）

### OVA
1997年
- 同窗會 Yesterday Once More（日语：同窓会 (ゲーム)）（小早川瑞穗）

1998年
- 世紀末領袖傳（日语：世紀末リーダー外伝たけし!）（佐藤香）[注 3]

1999年
2001年
- ONE ～光輝的季節～（七瀨留美）

2003年
- 萌娘商社 THE ANIMATION（日语：モエかん）（女僕A）

2004年
- 飛越顛峰2（女性廣播）
- Phantom -PHANTOM THE ANIMATION-

2005年
- 閃亮☆企劃（日语：きらめき☆プロジェクト）（電視播報）
- STRATOS 4 Advance（日语：ストラトス・フォー）（二宮磨奈）
- 天上天下 ULTIMATE FIGHT（五十鈴繪美）
- 哈姆好友的目標！哈姆哈姆金牌 ～跑吧！跑吧！大作戰！～（プリティーちゃん）

2006年
- 大魔法峠（象子）

2011年
- Carnival Phantasm（莎拉）

2014年
- Fate/kaleid liner 魔法少女☆伊莉雅「運動會 DE DANCE！」（莎拉）[注 4]

### 電影動畫
1998年
- 劇場版 超級變形金剛（ナビちゃん）

2002年
- 麵包超人：螺旋與夢拉浮雲城的秘密（日语：それいけ!アンパンマン ロールとローラ うきぐも城のひみつ）（烏鴉）

2004年
- （第三）

2006年
- 劇場版 火影忍者：大興奮！三日月島上的動物騷亂（可蓮娜）

2009年
- 劇場版 火影忍者疾風傳：火意志的繼承者（野原琳）
- 劇場版 企鵝找麻煩：幸福的青鳥（松浦老師）

2011年
- 手塚治虫的佛陀 -美麗的紅色沙漠！-

2012年
- 蠟筆小新系列[注 5]（吉永老師〈吉永綠／第2代[注 2]〉[22]）
- 虹色螢火蟲 ～永遠的暑假～（日语：虹色ほたる 〜永遠の夏休み〜）（的母親）

2017年
- 劇場版 Fate/stay night [Heaven's Feel]（莎拉[23]）

2025年
- 怪盜皇后的優雅假期（シスター[24]）

### 網路動畫
2007年
- 手機少女（玲）

2018年
- 衛宮家今天的餐桌風景（莎拉）

### 遊戲
2000年
- Moon Light ～開始的回憶～（日语：Moon Light 〜おもいでのはじまり〜）（主題歌）

2001年
- 數位福爾摩斯（日语：ディジタルホームズ）（Hiyu Ibuka Holmes）

2003年
- 機甲兵團 J-PHOENIX2（日语：機甲兵団 J-PHOENIX）（葛洛里亞·路巴特里）
- 遊☆戲☆王 怪獸之決鬥8 破滅的大邪神（日语：遊☆戯☆王デュエルモンスターズ8 破滅の大邪神）（孔雀舞）

2004年
- 魔法少年賈修 友情的電擊2（日语：金色のガッシュベル!! うなれ!友情の電撃2）

2005年
- 鍊金術士伊莉絲 永恆的瑪那2（日语：イリスのアトリエ エターナルマナ2）
- 手機少女（玲）
- THE 地球防衛軍2（日语：THE 地球防衛軍）（記者）
- 機獸新世紀鋼鐵衝擊（日语：ゾイドフルメタルクラッシュ）
- ONE PIECE 偉大航路之爭！RUSH（日语：ONE PIECE グラバト! RUSH）

2006年
- 右能力（泉）

2007年
- Fate/stay night [Realta Nua]（莎拉）
- 飛吧！花札道中記（日语：とびだせ!トラぶる花札道中記）（莎拉）

2009年
- NUGA-CEL！（日语：NUGA-CEL!）（拉穆·貝里亞斯）
- Border Break（費歐娜）

2010年
- NUGA-CEL！（拉穆·貝里亞斯）

2012年
- 午夜12時鐘響與灰姑娘 ～Halloween Wedding～（日语：12時の鐘とシンデレラ〜Halloween Wedding〜）（法提瑪·史克瑞特[25]）
- 午夜24時鐘響與灰姑娘 ～Halloween Wedding～（日语：24時の鐘とシンデレラ〜Halloween Wedding〜）（法提瑪·史克瑞特[26]）

2013年
- 午夜0時鐘響與灰姑娘 ～Halloween Wedding～（日语：0時の鐘とシンデレラ〜Halloween Wedding〜）（法提瑪·史克瑞特[27]）

2014年
- 蠟筆小新：呼風喚雨春日部電影明星！（日语：クレヨンしんちゃん 嵐を呼ぶ カスカベ映画スターズ!）（吉永老師〈吉永綠〉[28]）[注 2]
- Fate/hollow ataraxia（莎拉）

2016年
- ～～ (81、)
- -蒼騎士-（[29]）
- 火影忍者疾風傳 終極風暴4（野原琳[30]）

### 廣播劇CD
年份不詳
- GP學園學生會執行部（日语：GP学園生徒会執行部）系列（敦賀家的母親）
- SONIC GUM 廣播特輯 極樂天師 廣播CD（WANI BOOKS（日语：ワニブックス）網路通販限定）
- 少年陰陽師（龍鬼）
- 東京地底奇兵（露莉·莎拉薩、莉琪、碧特）

2004年
- Beauty Pop（日语：ビューティー・ポップ）（莉加的母親）

2005年
- SAMURAI DEEPER KYO 前往陰陽大人的門篇 第一卷『惡魔之眼』（因陀羅）
- 夢幻遊戲 玄武開傳（巫大師）
- HCD 幻影天使（女學生）

2006年
- SAMURAI DEEPER KYO 前往陰陽大人的門篇 第三卷『天翔麒麟』（因陀羅）

2009年
- 天堂餐館 廣播劇CD Vol.1（歐爾加）
- 伊蘇I·II（日语：イースI・II） ～消失的古代王國～（莎拉）
- 伊蘇II ～天空的失樂園～（莎拉）

2010年
- 愛（香山）

### 外語配音

#### 電影
- 八月迷情（Hope〈Jamia Simone Nash〉）
- 無聲火（Fon〈Premsinee Ratanasopha〉）
- 蝙蝠俠：開戰時刻
- 格林兄弟幻險記（Gretel）
- 吸血鬼獵人巴菲（Dawn）
- 半熟少年激殺案（英语：Bully (2001 film)）（Claudia〈Nathalie Paulding〉）
- 王牌大主廚（Beatrice〈Raphaëlle Agogué〉）
- 大學生了沒？（英语：College Road Trip）（Trey Porter〈Eshaya Draper〉）
- 殭屍小屁孩（英语：Cooties (film)）（Lucy McCormick〈Alison Pill〉）
- 正宗約會電影（Betty Jones〈Marie Matiko〉）
- Elles (1998年電影)（Inès）
- 玩命關頭3：東京甩尾（Kamille）※朝日電視台版。
- 關鍵時刻
- 疾風禁區（千金）
- 消失的愛人（Ellen Abbott〈蜜西·派兒〉）
- 獵魔士（英语：The Hexer (film)）（Zili）
- 葉問：終極一戰（珍妮）
- 北國走一遭
- 金剛 (2005年電影)
- 喬丹傳人（英语：Like Mike）（Reg Stevens〈布蘭達·宋〉）
- 監守自盜（英语：The Lookout (2007 film)）（Luvlee Lemons〈艾拉·費雪〉）
- 馬可·波羅 (2007年電影)（英语：Marco Polo (2007 film)）（帖木侖、獻歲）
- 聖杯傳說（布麗安娜〈梅根·奧里〉）
- 蒙娜麗莎的微笑 ※STAR CHANNEL（日语：スター・チャンネル）版。
- 舞夜驚魂（英语：Prom Night (2008 film)）（Donna Keppel〈布蘭特妮·斯諾〉）
- R2B：獵鷹行動（英语：R2B: Return to Base）（吳宥臻〈李荷娜〉）
- 大堡礁驚魂（英语：The Reef (2010 film)）（Kate〈Zoe Naylor〉）
- 衝鋒陷陣
- 非禮勿視 (2006年電影)（Kira Vanning〈Samantha Noble〉）
- 慾望城市 (2008年電影)
- 慾望城市2
- 天際浩劫（Candice〈Brittany Daniel〉）
- 寶貝狗萬聖節驚魂（英语：Spooky Buddies）
- 全家玩到趴（Audrey Griswold-Crandall〈萊斯利·曼恩〉）
- 異刑浩劫 (2006年電影)（阿里）
- 迷途知返
- 野東西3（英语：Wild Things: Diamonds in the Rough）（Jenny Bellamy〈Claire Coffee〉）
- 你他媽的也是（Cecilia Huerta〈María Aura〉）
- 你是下一個

#### 電視影集
- 24（Carla）
- 吸血鬼獵人巴菲（Dawn Summers〈蜜雪兒·柴藤伯〉）
- 鐵證懸案（第6季：Bédard、第7季／The Final：Ana）
- 美女上錯身（Stacy Barrett〈艾普爾·鲍白〉）
- 荒唐好萊塢（Carol Lance）
- 尼基塔（Leela）
- 私人診所（第4季：其他角色、第5季：Jodie）
- 神鵰俠侶（小龍女〈劉亦菲〉）
- 妙女神探（Courtney Brown）

#### 動畫
- 大力士（英语：Hercules (1998 TV series)）（女性）
- 侵略者ZIM（英语：Invader Zim）（Gaz〈Melissa Fahn〉）
- 天才小子吉米（Britney〈Candi Milo〉）
- 冒險王奇克（Jackie "Wacky" Wackerman）

### 電視節目
- AX情報局（主持人，與折笠富美子共同擔任）－CS SKY PerfecTV！『Animax』，2000年3月18日－2001年11月3日為止以每個月1回的方式播出。
- 聲優Wonderland－CS SKY PerfecTV！『J』，2001年8月的最終週－9月的第1週播出。
- Folkcamp.cafe－Kids Station『動畫Paradise！（日语：アニメぱらだいす!）』內的單元節目，2001年6月26日－8月7日。
- 小希－扮演新聞主播

### 廣播節目
- 鴻上尚史的博愛電台（節目助理）－2000年10月－2001年3月每週六19時00分－21時00分播出。
- 極樂天師 喝!! 相談室（2006年4月－6月）
- 手機少女 ～Radio Spirits～（日语：ケータイ少女 〜ラジオスピリッツ〜）（音泉，2006年11月－2007年12月）
- 手機少女 ～～（音泉，2008年1月－）

### 其它
- 食Chennel（旁白）[注 6]
- 時代劇頻道（節目宣傳旁白）
- （旁白）－好侍食品／VP
- －ZEROBO
- 歡迎來到花桃之里（旁白）[注 7]
- 大逃殺（Voice·Training）
- 八重之櫻（旁白）
- 日立 發現世界不可思議的地方！（日语：日立 世界・ふしぎ発見!）（配音出演）
- 魔法電影就是這樣誕生的 ～约翰·拉塞特與迪士尼動畫～（配音出演）
- 七緒春日的Snack風遊戲實況節目Harupiko！（出演）
- 天才兒童MAX YOU（NHK教育，2017年）－
- 洽利達★快汗！自行車診療所（日语：チャリダー★）（NHK-BS1，旁白）

## 音樂作品

### 歌手參加樂曲
| 發行日期 | 標題                                    | 名義     | 曲名             | 備註                                                     |
| 2000年   | 2000年                                  | 2000年   | 2000年           | 2000年                                                   |
| -------- | --------------------------------------- | -------- | ---------------- | -------------------------------------------------------- |
| 6月22日  | recollection MoonLight Remix soundtrack | 寺田春日 | 「陽橋」         | 遊戲《Moon Light ～開始的回憶～》片頭主題曲              |
| 6月22日  | recollection MoonLight Remix soundtrack | 寺田春日 | 「映 想 過去」   | 遊戲《Moon Light ～開始的回憶～》片尾主題曲              |
| 7月21日  | élf ANIMATION SONG FILE                 | 寺田春日 | 「？」           | OVA《戀姬》片尾主題曲                                    |
| 7月21日  | élf ANIMATION SONG FILE                 | 寺田春日 | 「」             | OVA《同級生2 Special 卒業生》片尾主題曲                  |
| 2001年   |                                         |          |                  |                                                          |
| 8月10日  | ONE ～光輝的季節～ Vocal Mini album     | 寺田春日 | 「impurity」     | OVA《ONE ～光輝的季節～》風之章片尾主題曲                |
| 2003年   |                                         |          |                  |                                                          |
| 2月14日  | Pink Pineapple ANIMATION SONG FILE      | 寺田春日 | 「Another Mind」 | OVA《flutter of birds ～鳥兒們的展翅～》第一章片尾主題曲 |

### 角色歌曲
| 發行日期 | 標題                                                                | 名義                                   | 曲名                     | 備註                                          |
| 2004年   | 2004年                                                              | 2004年                                 | 2004年                   | 2004年                                        |
| -------- | ------------------------------------------------------------------- | -------------------------------------- | ------------------------ | --------------------------------------------- |
| 8月25日  | 魔法少年賈修「角色歌曲系列 Girl's Side」                            | 懷芙 (寺田春日)                        | 「大事」                 |                                               |
| 2005年   |                                                                     |                                        |                          |                                               |
| 7月21日  | !! 夏盤                                                             | 隊!!                                   | 「持」                   | 電視動畫《極樂天師》片頭主題曲                |
| 11月2日  | ☆                                                                   | 隊!!                                   | 「holy holy intro」 「」 | 電視動畫《極樂天師》相關歌曲                  |
| 11月2日  | ☆                                                                   | 為我井櫻（寺田春日）                   | 「snow light」           | 電視動畫《極樂天師》相關歌曲                  |
| 2006年   |                                                                     |                                        |                          |                                               |
| 1月25日  | !! 喝!! 冬盤                                                        | 隊!!                                   | 「!!」                   | 電視動畫《極樂天師 喝!!》片頭主題曲           |
| 3月15日  | 極樂天師 喝!!                                                       | 隊!!                                   | 「旅立言葉」             | 電視動畫《極樂天師 喝!!》相關歌曲             |
| 3月15日  | 極樂天師 喝!!                                                       | 為我井櫻（寺田春日）                   | 「heavenly bird」        | 電視動畫《極樂天師 喝!!》相關歌曲             |
| 2015年   |                                                                     |                                        |                          |                                               |
| 1月28日  | Fate/kaleid liner 魔法少女☆伊莉雅 角色歌曲 Prisma☆Love Parade vol.3 | 莎拉（七緒春日）、莉潔莉特（宮川美保） | 「“MAID” IN HEAVEN」     | 電視動畫《Fate/kaleid liner 魔法少女☆伊莉雅》 |

### 其它參加樂曲
| 發行日期 | 標題                                | 名義     | 曲名                         | 備註                                     |
| 2002年   | 2002年                              | 2002年   | 2002年                       | 2002年                                   |
| -------- | ----------------------------------- | -------- | ---------------------------- | ---------------------------------------- |
| 7月24日  | 東京地底奇兵 ORIGINAL SOUND TRACK   | 寺田春日 | 「Moon eyes」                | 電視動畫《東京地底奇兵》劇中插入歌       |
| 9月21日  | 東京地底奇兵 ORIGINAL SOUND TRACK 2 | 寺田春日 | 「Eternal Flower」片尾主題曲 | 電視動畫《東京地底奇兵》最終話片尾主題曲 |

## 腳註

### 來源
1. 1 2 3  . 七緒春日的Twitter.   [2014-05-31]. （原始内容存档于2019-02-18） （日语）.
2. 1 2 3 4 5 6 7 8  . 七緒春日的官方個人網站.   [2017-05-31]. （原始内容存档于2022-11-28） （日语）.
3. 1 2 3 4  . Still Wood Garden.   [2019-02-18]. （原始内容存档于2019-04-25） （日语）.
4. ↑  出自《日本藝人名鑑》，VIP Times。
5. ↑  . Sports Nippon. 2014-05-30  [2014-05-31]. （原始内容存档于2019-02-18） （日语）.
6. ↑  . 七緒春日的Twitter.   [2016-02-02]. （原始内容存档于2019-02-18） （日语）.
7. ↑  . ORICON NEWS. 2019-01-18  [2019-01-18]. （原始内容存档于2019-01-19） （日语）.
8. ↑  . 媒體藝術資料庫.   [2017-03-12]. （原始内容存档于2017-03-12） （日语）.
9. ↑  . 媒體藝術資料庫.   [2016-07-23]. （原始内容存档于2016-09-24） （日语）.
10. ↑  . 「Fate/kaleid liner 魔法少女☆伊莉雅」公式官網.   [2013-05-23]. （原始内容存档于2013-05-23） （日语）.
11. ↑  . 「愛·天地無用！」動畫公式官網.   [2014-09-12]. （原始内容存档于2014-09-12） （日语）.
12. ↑  . 電視動畫「星刻龍騎士」公式官網.   [2013-11-24]. （原始内容存档于2019-03-19） （日语）.
13. ↑  . 「Fate/kaleid liner 魔法少女☆伊莉雅」公式官網.   [2014-03-17]. （原始内容存档于2014-03-17）.
14. ↑  . 未來卡片 戰鬥夥伴.   [2013-12-24]. （原始内容存档于2014-01-18） （日语）.
15. ↑  . 「Fate/kaleid liner 魔法少女☆伊莉雅 2wei Herz！」公式官網.   [2014-03-21]. （原始内容存档于2014-03-17） （日语）.
16. ↑  . 未來卡片 戰鬥夥伴100.   [2015-04-01]. （原始内容存档于2016-04-25） （日语）.
17. ↑  . 未來卡片 戰鬥夥伴DDD.   [2016-04-02]. （原始内容存档于2016-04-04）.
18. ↑  . 未來卡片 戰鬥夥伴DDD.   [2016-04-02]. （原始内容存档于2016-04-19） （日语）.
19. ↑  . animate Times (animate). 2017-06-17  [2017-06-17]. （原始内容存档于2017-06-19） （日语）.
20. ↑  . 電視動畫「最遊記RELOAD BLAST」公式官網.   [2017-03-15]. （原始内容存档于2017-03-28） （日语）.
21. ↑  . Comic Natalie. 2025-03-28  [2025-03-28] （日语）.
22. ↑  . 媒體藝術資料庫.   [2016-10-23]. （原始内容存档于2016-10-23） （日语）.
23. ↑  . 「劇場版 Fate/stay night [Heaven's Feel]」.   [2017-07-03]. （原始内容存档于2017-07-04） （日语）.
24. ↑  . Comic Natalie. 2025-03-13  [2025-03-13] （日语）.
25. ↑  . QuinRose.   [2012-01-06]. （原始内容存档于2012-01-03） （日语）.
26. ↑  . QuinRose.   [2012-04-05]. （原始内容存档于2012-04-06） （日语）.
27. ↑  《B's-LOG》2013年1月號，enterbrain，2012年11月。
28. ↑  . 蠟筆小新：呼風喚雨春日部電影明星！.   [2016-07-31]. （原始内容存档于2016-08-03） （日语）.
29. ↑  . 【公式】 -蒼騎士- 第二部特設官網. 株式會社Sega Games.   [2016-08-15]. （原始内容存档于2016-07-16）.
30. ↑  . 火影忍者疾風傳 終極風暴4.   [2015-06-26]. （原始内容存档于2015-06-26） （日语）.

## 外部連結
- Still Wood Garden公式官網的聲優簡介（页面存档备份，存于） （日語）
- 七緒春日的X（前Twitter） （日語）
- 七緒春日的Facebook專頁 （日語）
- （日語）－七緒春日的官方個人網站。